# Ratatam pum pum/La gramigna
Ratatam pum pum/La gramigna è il 2° singolo di Franco Fanigliulo, pubblicato nel 1979 per la casa discografica Ascolto.
Ratatam pum pum è anche il nome del 33 giri dello stesso Fanigliulo, pubblicato nel 1980.

## Brani
Lato A
1. Ratatam pum pum - 4:02
Lato B
2. La gramigna - 5:25